# Plataneros de Corozal 2012-2013
Questa voce raccoglie le informazioni riguardanti i Plataneros de Corozal nelle competizioni ufficiali della stagione 2012-2013.

## Organigramma societario
Area direttiva
- Presidente: Javier Díaz

Area tecnica
- Primo allenatore: Ramón Hernández

## Rosa
| N° | Nome             | Ruolo | Data di nascita  | Nazionalità sportiva |
| -- | ---------------- | ----- | ---------------- | -------------------- |
| 1  | Rafael Meléndez  | P     | 19 luglio 1990   | Porto Rico           |
| 3  | Juan Caballero   | S/O   | 14 novembre 1985 | Porto Rico           |
| 4  | Pedro Cabrera    | L     | 15 gennaio 1989  | Porto Rico           |
| 5  | José Ramón López | S     | 6 giugno 1988    | Porto Rico           |
| 6  | Pedro Clemente   | S     | 4 aprile 1981    | Porto Rico           |
| 7  | Josué Núñez      | C     | 9 maggio 1985    | Porto Rico           |
| 9  | Juan Vázquez     | S/O   | 23 gennaio 1991  | Porto Rico           |
| 10 | Ezequiel Cruz    | S     | 15 luglio 1986   | Porto Rico           |
| 11 | Luis Rodríguez   | S     | 18 gennaio 1981  | Porto Rico           |
| 12 | Fernando Morales | P     | 4 febbraio 1982  | Porto Rico           |
| 15 | Evan Patak       | S/O   | 23 giugno 1984   | Stati Uniti          |
| 18 | Omar Rivera      | C     | 13 giugno 1989   | Porto Rico           |
| 21 | Alex Rosado      | C     | -                | Porto Rico           |